# Vlagyimir Rudolfovics Szolovjov
Vlagyimir Rudolfovics Szolovjov (Moszkva, 1963. október 20. –) orosz televíziós személyiség.

## Pályafutása
Az orosz állami propaganda vezető képviselőjének tartják, az Európai Unió 2022. február 23. óta, Kanada pedig 2022. március 6. óta szankcionálja.